# Rhyticeros
Rhyticeros – rodzaj ptaków z rodziny dzioborożców (Bucerotidae).

## Zasięg występowania
Rodzaj obejmuje gatunki występujące w Azji Południowo-Wschodniej.

## Morfologia
Długość ciała 45–85 cm; masa ciała samic 600–2685 g, samców 700–3650 g.

## Systematyka

### Etymologia
- Rhyticeros: gr. ῥυτις rhutis, ῥυτιδος rhutidos „zmarszczka”; κερας keras, κερως kerōs „róg”[7].
- Abuceros: gr. negatywny przedrostek α- a-; βουκερως boukerōs „rogaty jak wół”, od βους bous „wół”; κερας keras, κερως kerōs „róg”[7]. Gatunek typowy: Buceros undulatus Shaw, 1811.
- Calao: filipińska nazwa Calao dla dzioborożca rdzawogłowego (McGregor w 1909 wymienia Calao i Cao jako nazwy dla tego dzioborożca odpowiednio w Manili i na Boholu)[7]. Gatunek typowy: Buceros plicatus J.R. Forster, 1781.
- Cassidix: epitet gatunkowy Buceros cassidix Temminck, 1823; łac. cassis, cassidis „metalowy hełm”[7]. Gatunek typowy: Buceros cassidix Temminck, 1823.
- Cranorrhinus: gr. κρανος kranos, κρανεος kraneos „hełm”; ῥις rhis, ῥινος rhinos „nos”[7]. Gatunek typowy: Buceros cassidix Temminck, 1823.

### Podział systematyczny
Do rodzaju należą następujące gatunki:
- Rhyticeros cassidix (Temminck, 1823) – dzioborożec hełmiasty
- Rhyticeros everetti Rothschild, 1897 – dzioborożec sumbajski
- Rhyticeros undulatus (Shaw, 1811) – dzioborożec fałdodzioby
- Rhyticeros subruficollis (Blyth, 1843) – dzioborożec białolicy
- Rhyticeros narcondami Hume, 1873 – dzioborożec andamański
- Rhyticeros plicatus (J.R. Forster, 1781) – dzioborożec karbodzioby